# 이브라힘 (오스만 제국)
이브라힘(오스만 튀르크어: ابراهيم)는 오스만 제국의 제18대 술탄(파디샤)이다.